# Hyperkolesterolemi
Hyperkolesterolemi är ett patologiskt tillstånd av alltför höga nivåer kolesterol i blodet, vanligen LDL-kolesterol. Vid familjär hyperkolesterolemi beror tillståndet på en mutation. I andra fall beror det på ett samband mellan ärftliga orsaker och livsstil. Hyperkolesterolemi förekommer i praktiskt taget samtliga fall av ateroskleros.

## Risker
Man talar ofta om kolesterol som bra eller dåligt. Högdensitets-lipoprotein (HDL) är det som brukar kallas för "det goda kolesterolet", medan det som brukar benämnas som "det onda kolesterolet" är lågdensitets-lipoprotein (LDL). HDL anses vara bra eftersom höga nivåer av denna typ av lipoprotein har en skyddande effekt mot återförkalkning. Det är däremot inte önskvärt att ha höga nivåer av LDL eftersom det kan leda till hjärt-kärlsjukdomar.
Överskottet av kolesterol kan samlas i artärväggarna och förhindra blodflödet till hjärna, hjärta och övriga organ. Forskning tyder på att högt kolesterol kan öka risken för hjärt-kärlsjukdomar såsom hjärtattack, stroke, ateroskleros, transitorisk ischemisk attack (TIA) och perifer arteriell sjukdom. Högt kolesterol är också förenat med bildande av blodproppar i kroppen. Även risken för kranskärlssjukdom ökar i takt med ökningen av kolesterolnivån i blodet. Detta kan leda till smärta i bröst eller vänster arm vid fysisk aktivitet eller upplevd stress.

## Behandling
Sjukdomen kan behandlas med förändrad kost, motion och genom att sluta röka. Statiner, som är en hämmare av det enzym som är involverat i de-novo-syntesen av kolesterol i levern. När den intracellulära koncentrationen av kolesterol sjunker uppregleras den receptor som medierar upptag av LDL-kolesterol från blodplasma.